# Neapterolelaps nigrisaepta
Neapterolelaps nigrisaepta is een vliesvleugelig insect uit de familie Pteromalidae. De wetenschappelijke naam is voor het eerst geldig gepubliceerd in 1929 door Girault.